# 边音
边音（英語：lateral consonant）是指得是使用如下发音方法的音：发音时，口腔的气流通路的中间被阻塞，气流从舌头的两边通过。中古汉语的来母、普通话的l都是边音。

## 边音列表
- 清齿龈边擦音 [ɬ]
  - 藏语的‘lh-’。
- 浊齿龈边擦音 [ɮ]
  - 喀尔喀蒙古语的‘л’
- 齿龈边音 [l]
  - 汉语的‘l’（汉语的l多称舌尖前边音）
  - 察哈尔蒙古语的‘ᠯ’
- 軟顎化齒齦邊音 [ɫ]
  - 俄语的‘л’
  - 英語的‘l’（僅於字末或者在字末的輔音前的才是，如‘ball’、‘milk’）
- 卷舌边音 [ɭ]
- 硬颚边音 [ʎ]
  - 俄语的‘ль’
  - 西班牙語的‘ll’
- 软颚边音 [ʟ]
- 齿龈边闪音 [ɺ]
- 清齿龈边塞擦音 [tɬ]
- 浊齿龈边塞擦音 [dɮ]